# МОН-50
МОН-50 — радянська протипіхотна міна, яка в Україні виготовляється під назвою ПВП-50.
Була розроблена в СРСР в 1966 як аналог американської міни M18А1 Claymore. Призначена для виведення з ладу особового складу супротивника. Ураження людині (або декількох одночасно) при вибуху міни завдаються готовими забійними елементами (540 кульок або 485 роликів), що вилітають у напрямку супротивника в секторі за горизонтом 54 градуси на відстань до 85 метрів. Висота сектора ураження від 15 см до 4 метрів на граничній дальності. Заборонена Оттавською конвенціею.

## Будова міни
Корпус міни має форму вигнутого за горизонтальною площиною паралелепіпеда, спорядженого зарядом вибухової речовини марки ПВВ-5А та набором готових забійних елементів, розташованих з боку випуклої площини корпусу міни. Передня, випукла сторона міни ввігнута по вертикалі, що забезпечує оптимальну висоту розльоту осколків — близько 4 метрів. Міна оснащується двома гніздами з різьбою для встановлення різноманітних запалів. При транспортуванні міни гнізда закриваються спеціальними пробками.
Міну встановлюють вручну на землю, при цьому використовують складані ніжки. Якщо ґрунт занадто м'який або ж встановлення проводиться на сніг, то як підкладку під міну використовують сумку для перенесення комплекту міни, яку набивають ґрунтом або снігом.
Міна також за допомогою струбцини (типу складного портативного фотоштатива) може бути закріплена до різних предметів або поверхонь. Для вгвинчування струбцини в дерев'яні поверхні (дерева, двері, паркани тощо) вона має стрижень з коловоротним різьбленням. У нижній частині корпусу міни для приєднання струбцини є втулка з різьбовим гніздом.
Вибух здійснюється оператором з пульта керування, або при зачіпанні датчика МВЕ-72, або натяжного датчика серії МУВ.
Час бойової роботи міни не обмежений. Елементів самоліквідації не має. Безпечне віддалення від міни в тильну та в бічні сторони визначено в 40 метрів, проте бойова практика показує, що вже на відстані 12-15 метрів осколків корпусу, що летять в тил та в різнобіч, можна не побоюватися.
В залежності від спорядження міна має або 485 циліндричних, або 540 кулькових осколків. Циліндричні осколки мають діаметр 6 мм, довжину 7 мм, масу 1,5 г. Осколки у формі куль мають діаметр 6,35 мм. Вони знаходяться з опуклого боку корпусу в один шар та залиті епоксидною речовиною.

## Маркування
Маркування стандартне, наноситься чорною фарбою на тильній стінці і містить такі відомості:
| МОН-50  | шифр міни                                    |
| 1Б-3-88 | шифр заводу — номер партії- рік виготовлення |
| ПВВ-5   | шифр спорядження                             |

## ТТХ
| Тип                                                                             | осколкова, скерованого ураження                |
| Маса                                                                            | 2,0 кг                                         |
| Маса та тип заряду                                                              | ПВВ-5А, 0,7 кг                                 |
| Довжина                                                                         | 226 мм                                         |
| Ширина                                                                          | 66 мм                                          |
| Висота (зі складеними ніжками)                                                  | 155 мм                                         |
| Кількість осколків                                                              | 485 / 540                                      |
| Горизонтальний кут розкидання осколків                                          | 54°                                            |
| Радіус суцільного ураження                                                      | 50 / 58 м                                      |
| Ширина зони суцільного ураження на відстані 50 / 58 м                           | 45 / 54 м                                      |
| Приведена площа ураження                                                        | 1514 / 1910 м²                                 |
| Дальність ураження легкового та вантажного автотранспорту та живої сили в ньому | до 30 м                                        |
| Дальність розльоту осколків від корпусу у тиловому та бічному напрямах          | до 40 м                                        |
| Дальність польоту забійних осколків                                             | 80 / 85 м                                      |
| Температурний діапазон використання                                             | залежить від використаного підривного пристрою |
| Спосіб встановлення                                                             | ручний                                         |

Через знак дробі у таблиці наведені дані для міни, спорядженої циліндричними осколками і / для міни, спорядженої кульками
До складу комплекту може входити електродетонатор ЭДП-р (ЭДП) або запал МД-5М.

## Бойове застосування
Міни МОН-50 застосовували в Афганістані, а також у всіх збройних конфліктах на території колишнього СРСР з різними детонаторами, у варіантах керованого боєприпасу, міни натяжної дії, об'єктної міни, міни-пастки. Показали високу ефективність при ураженні одиночних та групових цілей. За зразком цих мін бойовики виготовляли саморобні вибухові пристрої на основі пластичної вибухової речовини та готових забійних елементів.

### Російсько-українська війна
Російські терористичні війська широко користувались мінами під час російсько-української війни на сході України.
29 листопада 2020 року неподалік Луганського була зірвана спроба ворожих диверсантів провести мінування позицій українських військ. .
Під час огляду шляху відступу ворожої ДРГ було виявлено засоби мінування російського виробництва, зокрема три МОН-50 та споряджений касетний контейнер типу КСФ-1 з мінами типу ПФМ-1, які заборонені Женевською конвенцією.
Крім того, українська контррозвідка виявляла міни МОН-50 в облаштованих російськими бойовиками схронах. Так, в березні 2021 року Контррозвідники Служби безпеки України виявили на Харківщині схрон з бойовими засобами ураження, у тому числі: РШГ-1, РПГ-22, РПГ-26, мінами МОН-50, гранатами Ф-1 та РГД-5, тощо. За попередніми висновками, схованку було облаштовано учасниками незаконних збройних формувань для вчинення терористичних актів на підконтрольній українській владі території. Відомі також випадки ураження цивільних.
У кінці червня 2023 року було показано картонний БПЛА Sypaq Corvo PPDS, що використовувався Силами оборони України як дрон-камікадзе, оснащений міною МОН-50.